# Ньюман, Рон
Рональд Вернон Ньюман (англ. Ronald Vernon Newman; 19 января 1936, Фэрем, Гэмпшир — 27 августа 2018, Тампа, Флорида) — английский футболист и футбольный тренер. Выступал в английских и американских футбольных клубах. Входит в Национальный Футбольный Зал славы.

## Карьера
Ньюман родился близ Портсмута, Англия. Он начинал карьеру с «Уокингом» из низших лиг страны, затем после 1955 года выступал в более титулованных клубах: «Портсмут», «Лейтон Ориент», «Кристал Пэлас» и «Джиллингем». В 1967 году Ньюман прибыл в Соединённые Штаты, где играл за «Атланта Чифс» в Национальной профессиональной футбольной лиге (там он был признан MVP команды в 1967 году). В течение сезона 1968 года английский игрок перешёл в «Даллас Торнадо». Не ограничиваясь функциями игрока, Ньюман также был помощником главного тренера в течение сезона 1968 года.
В 1969 году Ньюман стал главным тренером, но несмотря на это, продолжал карьеру игрока до 1974 года. В конце сезона 1974 он ушёл из футбола и стал исключительно главным тренером команды на сезон 1975 года. Он выиграл с «Торнадо» чемпионат NASL в 1971 году. В 1976 году он тренировал «Лос-Анджелес Скайхокс» из Американской футбольной лиги (ASL) и выиграл с ними чемпионат ASL. Это сделало Ньюмана единственным тренером, который выигрывал как NASL, так и ASL. Затем он вернулся в NASL в 1977 году и стал тренировать «Форт-Лодердейл Страйкерс», он оставался с командой до 1979 года. В том сезоне он был вынужден надеть форму игрока и сыграть один матч, так как многие футболисты оказались в лазарете.
В июле 1980 Ньюман стал тренером «Сан-Диего Сокерз». В то время у него была лучшая статистика среди тренеров, он был назван тренером года NASL в 1971, 1977 и 1984 годах, а также тренером года ASL в 1976 году. Помимо этого, он оставил свой след и в шоуболе с «Сан-Диего», с которыми он выиграл 10 чемпионатов за 11 сезонов в двух разных лигах (NASL и MISL), и только проигрыш в полуфинале в 1986—1987 годах «Такома Старз», нарушил гегемонию Ньюмана. Инновации английского тренера в шоуболе включали добавление новых позиций и тактик игры, например, шестой атакующий и супермощная игра.
Рон Ньюман стал первым тренером, нанятым MLS: он начал тренировать «Канзас-Сити Уизардс» в 1995 году. «Уизардс» выиграли Западный дивизион в 1997 году. Ньюман ушёл на пенсию в 1999 году с рекордной тренерской статистикой. Он был включён в Национальный Футбольный Зал славы в 1992 году, а также увековечен на Аллее Славы Далласа в 2006 году. Ньюман также был введён в зал чемпионов Сан-Диего, а также в Атлантский футбольный зал славы. Англичанин получил «ключ от города» в Форт-Лодердейл и дважды в Сан-Диего. Трофей чемпионата PASL был назван Кубком Рона Ньюмана, когда новые «Сан-Диего Сокерз» выиграли его 7 января 2012 года.